# Liste der Monuments historiques in Gironcourt-sur-Vraine
Die Liste der Monuments historiques in Gironcourt-sur-Vraine führt die Monuments historiques in der französischen Gemeinde Gironcourt-sur-Vraine auf.

## Liste der Objekte
| Bezeichnung                         | Beschreibung                                        | Standort                            | Kennzeichnung | Schutzstatus | Datum | Bild |
| ----------------------------------- | --------------------------------------------------- | ----------------------------------- | ------------- | ------------ | ----- | ---- |
| Skulptur Madonna mit Kind und Vogel | Stein, ursprünglich farbig gefasst, 13. Jahrhundert | außen an der Kirche St-Brice (Lage) | PM88000404    | Classé       | 1907  |      |
| Skulptur eines heiligen Bischofs    | Stein, Ende des 15. Jahrhunderts                    | in der Kirche St-Brice (Lage)       | PM88000405    | Classé       | 1964  |      |